# Паул Райхард
Паул Райхард (на немски: Paul Reichard) е германски пътешественик, изследовател на Африка.

## Биография

### Младежки години (1854 – 1880)
Роден е на 2 декември 1854 година в Нойвид, Графство Вид. Учи в Мюнхен и след дипломирането си известно време работи като инженер в Кайзерслаутерн. През 1880 година Германското африканско дружество организира експедиция в Източна Африка, с цел построяване на базова станция на югозапад от сегашния танзанийски град Табора. Райхард се записва като доброволец в експедицията и дарява 50 000 марки. Започва да се подготвя и оборудва, като взема уроци и по суахили.

### Експедиции в Източна Африка (1880 – 1884)
Експедицията е ръководена от полковника в оставка фон Шолер и устниците в нея са Емил Кайзер – астроном и географ, Рихард Бьом – зоолог и Паул Райхард – техническо лице. През юли 1880 година групата потегля от Багамойо, според инструкциите основава на набелязаното място базова станция и през следващите девет месеца пристъпва към систематично изучаване на обкръжаващата територия. Скоро фон Шолер заминава за Германия и ръководител на групата става Бьом. Тримата изследват река Угала и притока ѝ Вала (всички от системата на река Малагараси), посещават езерото Танганика и езерото Руква, където Емил Кайзер умира през ноември 1882 година.
След смъртта на Кайзер през декември 1882 година Бьом и Райхард преместват базата си на езерото Танганика и продължават изследванията си в района. През септември 1883 година от брега на Танганика двамата се отправят на запад в областта Катанга. Пресичат река Ловуа (десен приток на Луалаба), малко след изтичането ѝ от езерото Мверу, заобикалят от север платото Кунделунгу и през ноември достигат до река Луфира (десен приток на Луалаба), при водопада Киубо (9°31′ ю. ш. 27°02′ и. д. / 9.516667° ю. ш. 27.033333° и. д.). След два месеца пътешествениците достигат до Бункея (10°24′ ю. ш. 26°58′ и. д. / 10.4° ю. ш. 26.966667° и. д.), резиденция на върховния вожд на местните племена. Заедно с неговите войски, които се бият с други местни племена, двамата германци се отправят на север, пресичат платото Маника (Биано) и се спускат в долината на река Луалаба, където откриват езерото Упемба (8°38′ ю. ш. 26°24′ и. д. / 8.633333° ю. ш. 26.4° и. д.). Там на 27 март 1884 година Бьом умира от жълта треска и Райхард остава сам.
След завръщането си в Бункея Райхард изследва района на горното течение на река Луфира, но така и не открива изворите ѝ, но затова става първият европеец, който открива и посещава едни от най-големите медни находища в света. Впоследствие отношенията между германеца и върховния вожд се обтягат и Райхард си пробива път обратно до езерото Танганика с оръжие в ръка, преследван от войските на вожда. Пресича от юг на север платото Кунделунгу (1717 м), през ноември 1884 достига до езерото и оттам се завръща в Занзибар.

### Следващи години (1885 – 1938)
След завръщането си в Европа за известно време Райхард живее в Ница, след това се премества в Берлин-Шарлотенбург, където умира на 19 септември 1938 година на 83-годишна възраст.

## Трудове
- Bericht über seinen Reisen in Ostafrika und das Quellgebiet des Kongo, <Verhandlungen der Gesellschaft für Erdkunde zu Berlin>, 1886, Nr. 2.
- Die Wanjanuesi, in: Zeitschrift für Erdkunde 24(1889).
- Das afrikanische Elfenbein und sein Handel. In: Deutsche Geographische Blätter 12 (1889).
- Was soll mit den befreiten Sklaven geschehen. In: Deutsche Kolonialzeitung 6 (1889).
- Vorschläge zu einer praktischen Reiseausrüstung für Ost- und Centralafrika, Berlin, 1889.
- Dr. Emin Pascha. Ein Vorkämpfer der Kultur im Innern Afrikas, Leipzig, 1891.
- Deutsch-Ostafrika. Das Land und seine Bewohner. Seine politische und wirtschaftliche Entwicklung, Leipzig 1892: ND Bremen, 2010.
- Stanley, Berlin, 1897. (= Geisteshelden Bd.24)